# Kinky Boots (musical)
Kinky Boots è un musical con musica e testi di Cyndi Lauper e libretto di Harvey Fierstein. È basato sul film Kinky Boots - Decisamente diversi di Julian Jarrold (2005). Il musical ha debuttato all'Al Hirschfeld Theatre di Broadway nell'aprile 2013, vincendo sette Tony Awards, tra cui quello per il miglior musical. Nel 2015 ha debuttato a Londra.
Il musical arriva per la prima volta in Italia nel 2018, con la regia di Claudio Insegno. L'adattamento in italiano delle liriche è affidato a Emiliano Palmieri. Debutta al Teatro Nuovo di Milano il 30 Novembre 2018 e poi inizia un tour in tutta Italia che si conclude nel gennaio 2020 al Teatro Brancaccio di Roma. Il ruolo di Charlie Price è interpretato da Marco Stabile e quello di Lola/Simon da Stan Believe.

## Trama
Atto I
Charlie Price è l'erede dell'azienda di famiglia Price&Son, un calzaturificio a Northampton. A Londra, nel frattempo, un ragazzino indossa delle scarpe rosse con il tacco, restandone affascinato; suo padre però s'infuria e lo rimprovera aspramente. Passano gli anni: il padre di Charlie sta invecchiando e spera che il figlio prenda in mano l'azienda, ma Charlie è impaziente di trasferirsi a Londra con la fidanzata, Nicola, per perseguire una carriera come agente immobiliare ("The Most Beautiful Thing"). 
Charlie si è appena sistemato nel suo nuovo appartamento londinese quando suo padre muore improvvisamente, così torna a Northampton per il funerale e scopre che la fabbrica è a un passo dal fallimento. L'azienda produce scarpe da uomo di ottima qualità, ma fuori moda e per niente economiche, tanto da rimanere invendute. Il ragazzo è deciso a salvare la fabbrica del padre, nonostante non abbia la minima idea di come gestire un'azienda; i dipendenti, inoltre, si mostrano ostili e scettici nei confronti della nuova gestione. 
A Londra Charlie incontra in un bar un altro venditore di scarpe, Harry, e gli chiede aiuto per l'azienda. Harry è un suo vecchio amico d'infanzia e può offrire solo una soluzione temporanea, dunque gli consiglia di arrendersi all'inevitabile ("Take What You Got"). Fuori dal pub, Charlie vede una donna importunata da due ubriaconi e interviene, ma viene colpito e perde i sensi. Quando rinviene, si ritrova in un nightclub, e viene fuori che la donna che ha cercato di salvare è in realtà una drag queen, Lola, che si esibisce con i suoi "angeli" ("Land of Lola"). Dopo essersi ripreso nel camerino di Lola, Charlie si rende conto che gli stivali con tacco alto delle drag queen non sono progettati per sostenere il peso di un uomo, ma Lola gli spiega che quelle calzature, per quanto costose e inaffidabili, sono una parte fondamentale di ogni spettacolo drag. 
Charlie ritorna in fabbrica e inizia, a malincuore, a licenziare i dipendenti. Lauren, una delle lavoratrici della catena di montaggio, gli spiega che altri calzaturifici in difficoltà si sono risollevati entrando in un mercato di nicchia. Questo dà a Charlie un'idea ("Land of Lola (Reprise)"), e invita Lola a visitare la fabbrica per aiutarlo a disegnare uno stivale da donna che possa essere indossato comodamente da un uomo ("Charlie's Soliloquy"/"Step One").
Lola e gli angeli arrivano alla fabbrica, ma la drag queen non è soddisfatta del design iniziale di Charlie. Portando rapidamente tutte le operaie dalla sua parte, Lola disegna uno stivale, spiegando che l'aspetto più importante è il tacco ("Sex is in the Heel"). George, il direttore della fabbrica, escogita un modo per realizzare il progetto e Charlie, colpito, chiede a Lola di restare per realizzare una nuova linea di kinky boots da presentare a una prestigiosa sfilata di calzature a Milano tre settimane dopo, in modo da salvare l'azienda. Lola esita, avendo già subito commenti volgari e omofobi da parte di Don, il caporeparto, ma è così lusingata dai complimenti di Charlie che alla fine accetta.
Charlie annuncia che la fabbrica andrà avanti con la produzione di stivali per drag queen e, ringraziando Lauren per avergli dato l'idea, le offre una promozione. La ragazza accetta, ma si rende conto di essersi innamorata di lui e cerca di reprimere questo sentimento, lottando contro sé stessa ("The History of Wrong Guys").
Il giorno dopo, Lola si presenta vestita da uomo e viene presa in giro da Don e dai suoi amici e, imbarazzata, si rifugia nel bagno. Quando Charlie tenta di confortarla, Lola spiega che suo padre l'ha allenata per farla diventare un pugile, ma anche che l'ha ripudiata dopo che lei si era presentata a un incontro vestita da donna. Entrambi si rendono conto di provare sentimenti complessi nei confronti dei loro padri, e Lola si presenta per la prima volta con il suo vero nome: Simon ("Not My Father's Son").
Un giorno, Nicola e il suo capo, Richard Bailey, arrivano da Londra e illustrano a Charlie un piano per la fabbrica: chiuderla e trasformarla in una serie di condominii. Charlie si oppone, ma rimane scioccato nel scoprire che suo padre era favorevole al progetto, molto probabilmente perché non reputava suo figlio all'altezza di gestire la sua azienda. Charlie si rifiuta di vendere, e presto gli operai festeggiano la creazione del primo paio di kinky boots ("Everybody Say Yeah!").
Atto II
Alcuni operai non sono entusiasti dei drastici cambiamenti alla produzione e molti di loro, primo fra tutti Don, fanno sentire Lola a disagio. Lola lo provoca a sua volta con l'aiuto delle operaie, dimostrando di essere più vicina all'immagine di "uomo ideale" di quanto non lo sia Don ("What a Woman Wants"). Lola propone a Don una scommessa particolare per stabilire chi dei due sia un "vero uomo": Lola farà qualunque cosa Don le chieda se lui farà lo stesso per lei. La sfida di Don consiste in un incontro di pugilato al pub; Charlie, ricordando il passato di Lola, è preoccupato. Infatti, durante lo scontro, Lola prevale facilmente sul ring ma alla fine lascia vincere Don, spiazzando tutti ("In This Corner"). Dopo l'incontro, Don le chiede, in privato, perché l'abbia fatto; la drag queen replica che non poteva essere così crudele da umiliarlo davanti ai suoi amici e gli rivela la sua sfida: "accettare il prossimo per quello che è".
Charlie investe i suoi stessi soldi nell'azienda per assicurarsi che tutto sia pronto prima della sfilata di Milano, ed è sempre più ansioso che il prodotto non vada bene, costringendo i suoi dipendenti a rifare da capo tutto ciò che considera lavoro scadente. Nicola, frustrata dall'ossessione di Charlie per la fabbrica, lo lascia. Nel frattempo, Lola prende alcune decisioni riguardo alla produzione e ai preparativi per Milano senza consultare Charlie, soprattutto che saranno i suoi "angeli" a sfilare sulla passerella e non modelle professioniste. Charlie, esasperato, le urla contro, umiliandola davanti agli altri operai. Lola se ne va infuriata e tutti i dipendenti tornano a casa, stanchi del clima teso che si respira in quella fabbrica. Rimasto solo, Charlie riflette sul peso dell'eredità di suo padre e su che cosa significhi essere un uomo ("Soul of a Man").
Lauren convince Charlie a tornare in fabbrica; lì, Charlie scopre che Don ha convinto tutti a tornare al lavoro e a rinunciare a una settimana di paga per assicurarsi che gli stivali siano terminati in tempo per la sfilata. Charlie è stupito e grato, e chiede se Don abbia pagato la scommessa accettando Lola; Lauren gli spiega che la persona accettata da Don è lo stesso Charlie.
Sulla strada per l'aeroporto, Charlie chiama Lola lasciandole un messaggio di sincere scuse nella segreteria, in cui la ringrazia anche per avergli insegnato molte cose. Nel frattempo, Lola si esibisce in una casa di riposo della sua cittadina di origine e dopo lo spettacolo parla con il padre, ormai in sedia a rotelle. Gli rivela di essere felice di averlo rivisto e che, nonostante le incomprensioni passate, lo ama ("Hold Me in Your Heart").
Charlie e gli altri arrivano a Milano ed è Charlie stesso a sfilare come unico modello, non avendo trovato nessuno; Lauren è elettrizzata dalla sua dedizione ("The History of Wrong Guys (Reprise)"), ma la sfilata si preannuncia un disastro. Fortunatamente, si presentano Lola e i suoi angeli a salvare la situazione; Lauren e Charlie si baciano, e tutta la compagnia festeggia il successo dei Kinky Boots ("Raise You Up/Just Be").

## Cast italiano
| Personaggio   | 2018/2019          | 2019/2020             |
| ------------- | ------------------ | --------------------- |
| Charlie Price | Marco Stabile      | Marco Stabile         |
| Lola/Simon    | Stan Believance    | Stan Believance       |
| Lauren        | Martina Lunghi     | Pamela Lacerenza      |
| Nicolà        | Lisa Graps         | Lisa Graps            |
| George        | Giuseppe Galizia   | Giuseppe Galizia      |
| Don           | Michele Savoia     | Michele Savoia        |
| Trish         | Claudia Campolongo | Claudia Campolongo    |
| Pat           | Mary La Targia     | Valentina De Giovanni |
| Harry         | Claudio Zanelli    | Luca Pòzzar           |
| Richard       | Michel Orlando     | Mario Finulli         |
| Angel #1      | Pasquale Girone    | Pasquale Girone       |
| Angel #2      | Pierluigi Lima     | Marco Di Palma        |
| Angel #3      | Daniele Romano     | Mattia Capuano        |
| Angel #4      | Giulio Benvenuti   | Giulio Benvenuti      |
| Angel #5      | Beppe Savino       | Beppe Savino          |
| Angel #6      | Christian Maesani  | Luigi Allocca         |
| Simon         | Giulio Pangi       | Giulio Pangi          |
| Mr. Price     | Maurizio Desinan   | Roberto Rossetti      |
| Padre di Lola | Max Francese       | Vincenzo Leone        |
| Ally          | Giusy Miccoli      | Francesca Borelli     |
| Matt          | Giacomo Marcheschi | Giovanni Rotolo       |
| Lili          | Cira Marangi       | Fiorella Nolis        |
| Dawson        | Luca Buttiglieri   | Giampaolo Picucci     |
| Carrie        | Valeria Ianni      | Valeria Ianni         |

### Canzoni
Broadway
Atto I
- "Price & Son Theme" – Ensemble
- "The Most Beautiful Thing" – Mr. Price, Young Charlie, Nicola, Charlie, Young Lola, Company
- "Take What You Got" – Harry, Charlie, Ensemble
- "Land of Lola" – Lola, Angels
- "Land of Lola (Reprise)" Lola, Angels
- "Charlie's Soliloquy" – Charlie
- "Step One" – Charlie
- "Sex Is in the Heel" – Lola, Pat, George, Angels, Lauren, Charlie, Ensemble
- "The History of Wrong Guys" – Lauren
- "Not My Father's Son" – Lola, Charlie
- "Everybody Say Yeah" – Charlie, Lola, Company

Atto II
- "Entr’acte/Price & Son Theme (Reprise)" – Ensemble
- "What a Woman Wants" – Lola, Pat, Trish, Don, Women
- "In This Corner" – Lola, Don, Pat, Trish, Ensemble
- "Charlie's Soliloquy (Reprise)" – Charlie
- "The Soul of a Man" – Charlie
- "Hold Me in Your Heart" – Lola
- "The History of Wrong Guys (Reprise)" – Lauren
- "Raise You Up/Just Be" – Lola, Charlie, Angels, Lauren, Don, Pat, Trish, Nicola, Company

Chicago
Atto I
- "Price & Son Theme" – Full Company
- "The Most Beautiful Thing" – Full Company
- "Take What You Got" – Harry, Charlie, Ensemble
- "Land of Lola" – Lola, Angels
- "Beware the Black Widow" — Lola, Angels
- "I Come to the Rescue" – Charlie
- "Sex Is in the Heel" – Lola, Pat, George, Angels, Ensemble
- "The History of Wrong Guys" – Lauren
- "Not My Father's Son" – Lola, Charlie
- "Everybody Say Yeah" – Charlie, Lola, Angels, Ensemble

Atto II
- "Entr’acte/Price & Son Theme (Reprise)" – Full Company
- "What a Woman Wants" – Lola, Pat, Don, Ensemble
- "In This Corner" — Lola, Don, Pat, Trish, Angels, Ensemble
- "So Long, Charlie" – Nicola
- "The Soul of a Man" – Charlie
- "Hold Me in Your Heart" – Lola
- "Raise You Up/Just Be" – Full Company

Italia
Atto I
- "Price & Son Theme" – Ensemble
- "È la cosa più bella del mondo" – Mr. Price, Charlie bambino, Nicola, Charlie, Lola bambino, Compagnia
- "Tutto quello che hai" – Harry, Charlie, Ensemble
- "Land of Lola" – Lola, Angels
- "Land of Lola (Reprise)" Lola, Angels
- "Soliloquio di Charlie" – Charlie
- "Io ce la farò" – Charlie
- "Il sesso è nel tacco" – Lola, Pat, George, Angels, Lauren, Charlie, Ensemble
- "La lista dei miei boyfriends" – Lauren
- "Non sono come te" – Lola, Charlie
- "Everybody Say Yeah" – Charlie, Lola, Compagnia

Atto II
- "Entr’acte/Price & Son Theme (Reprise)" – Ensemble
- "Cosa vuole lei" – Lola, Pat, Trish, Don, Women
- "Su questo ring" – Lola, Don, Pat, Trish, Ensemble
- "Soliloquio di Charlie (Reprise)" – Charlie
- "Non sono te" – Charlie
- "Tienimi con te" – Lola
- "La lista dei miei boyfriends (Reprise)" – Lauren
- "Raise You Up(Alzati)/Tu sei" – Lola, Charlie, Angels, Lauren, Don, Pat, Trish, Nicola, Compagnia